# Ame-no-torifune
Ame no Torifune no Kami (天鳥船神) est une divinité de la mythologie japonaise et est également le nom du navire que la divinité chevauche. Il est considéré comme le dieu des navires. Il est également connu sous le nom de Tori no Iwakusufune no Kami (鳥之石楠船神). Cette divinité vient des histoires de création trouvées dans le Nihongi et le Kojiki. Ce sont les plus vieux livres d'histoires du Japon. Ame-no-torifune a été créé par Izanagi et Izanami. Ce couple divin a fait naître de nombreux kami lors d'un événement appelé kamiumi.
Ame-no-torifune, la Divinité Céleste-Oiseau-Bateau, qui symbolise à la fois un bateau et un dieu, a accompagné Takemikazuchi lors de son voyage sur Terre,
Dans un chapitre du Kojiki, deux dieux, Amaterasu et Takamimusubi, ont choisi Takemikazuchi ou son père Ame-no-torifune pour mener une conquête. Itsu-no-ohabari (qui apparaissait auparavant sous la forme d'une épée à dix poings) a ici l'esprit et la parole d'un dieu sensible, et il a proposé son fils Takemikazuchi pour la campagne d'assujettissement,.

## Contexte mythologique
Dans les contes documentés au sein du Nihongi, Ame-no-torifune a été conçu comme un vaisseau pour Hiruko, un kami qui devait être abandonné en raison de son infirmité. Ce récit met en évidence le but initial de la divinité en tant que moyen de transport et de protection pour les kami les moins fortunés. Le Kojiki montre Ame-no-torifune aidant le dieu Takemikazuchi dans une mission pour obtenir pacifiquement des terres, un processus appelé kuniyuzuri. Ame-no-torifune a aussi joué un rôle de messager, allant convoquer le dieu Kotoshironushi. Cela montre son rôle important dans la communication entre les dieux.
Dans une autre histoire du Nihongi, un messager nommé Inasehagi voyage sur un bateau appelé Kumanomorotabune, aussi connu comme 'bateau-colombe-céleste". Cela montre qu'Ame-no-torifune est étroitement lié à l'idée de bateaux divins. Il pourrait même représenter l'esprit d'un navire.

## Symbolisme et signification
Le nom de Torinoiwakusufune résume ses caractéristiques et l'importance des bateaux dans l'ancien Japon. Fune signifie bateau, montrant que le kami est un type de véhicule. Kusu fait référence au bois de camphre, utilisé pour sa solidité et son odeur agréable. Tori (oiseau) et iwa (roche) montrent que le kami peut naviguer rapidement comme un oiseau mais reste stable comme une roche. Cela illustre le respect des Japonais pour la mer et leur désir de voyager en sécurité.".

## Écrits et interprétations alternatifs
Le Nihongi parle d'autres textes qui expliquent le rôle important de Torinoiwakusufune parmi les dieux. Dans un récit, le bateau Ame-no-torifune fut conçu comme offrande permettant à Ōnamuchi de traverser la mer à la suite de sa retraite au palais Amenohisumi. Une autre histoire raconte comment Nigihayahi est descendu du ciel sur l'Amenoiwafune, ou « bateau rocheux céleste ». Cela montre l'importance des kami dans les voyages sacrés des dieux entre le ciel et la terre.

## Recherche textuelle
Selon les textes, différents noms comme Takemikazuchi no Kami, Okuninushi no Kami, et d'autres, sont donnés aux messagers pour transférer des terres. Mais à part Takemikazuchi no Kami, ces noms peuvent désigner la même divinité avec des noms différents. Des clans vénèrent Okuninushi no Kami, Tori no Iwakusufune no Kami, Inahaikei, et Ten'iwatori no Mikoto. Selon leurs noms et actions, le Dictionnaire shinto dit que Tori no Iwakusufune no Kami pourrait être l'ancêtre du clan Izumo no Kuni no miyatsuko . Les différences entre le Kojiki et le Nihon Shoki sont surtout sur qui est le chef et qui est l'aide parmi les messagers, mais les deux textes racontent essentiellement la même histoire.

## Dans la culture populaire
Dans la série Shin Megami Tensei, Ame no Torifune no Kami est représenté comme un démon.

## Éponymie
L'astéroïde (98943) Torifune, qui sera survolé par la sonde Hayabusa 2, est nommé en référence à la divinité et à son navire.

## Voir également
- Ofune Matsuri (ja)